# Carolina Arbeláez
Carolina Arbeláez Castaño (Medellín, 8 de marzo de 1996) es una futbolista colombiana. Juega en el Atlético Nacional, club de la Liga Profesional Femenina de Fútbol de Colombia, ocupando la posición de centrocampista, y ha hecho parte de la selección nacional de fútbol colombiano.

## Trayectoria
La centrocampista diestra debutó como jugadora profesional en su país en el Envigado Cantera de Héroes en 2017, del que pasó al Atlético Nacional, donde ejercía de capitana. En 2018 fue elegida mejor jugadora de la Liga Profesional de Colombia por Acolfutpro tras alcanzar el subcampeonato con su equipo. En el año 2019 su equipo no se clasificó para la Copa Libertadores pero pudo disputarla como cedida en el Atlético Huila.

### Selección nacional
Estuvo en la nómina colombiana que jugó el Mundial de fútbol 2015 que se desarrolló en Canadá, donde recibió un premio como jugadora revelación. Representó a Colombia en los Juegos Olímpicos de Verano 2016 en Brasil. También ha disputado la Copa América Femenina de Fútbol y la copa fútbol sala en Chile 2016.

#### Sub-17
En 2012, fue convocada para el equipo nacional de fútbol de Colombia para disputar Mundial de fútbol de la categoría en Azerbaiyán.

## Clubes
| Club                   | País           | Año             |
| ---------------------- | -------------- | --------------- |
| Formas Íntimas         | Colombia       | 2010 - 2014     |
| Iowa Central           | Estados Unidos | 2015 - 2016     |
| Envigado F.C.          | Colombia       | 2017            |
| Atlético Nacional      | Colombia       | 2018 - 2019     |
| Atlético Huila         | Colombia       | 2019            |
| Deportivo Abanca       | España         | 2019 - 2021     |
| Atlético Nacional      | Colombia       | 2022            |
| Carlos A. Mannucci     | Perú           | 2022            |
| Independiente Medellín | Colombia       | 2023            |
| Atlético Nacional      | Colombia       | 2023 - presente |

## Palmarés

### Campeonatos internacionales
- Subcampeona del Copa América Femenina de Futsal en Paraguay 2019.

### Campeonatos nacionales
- Subcampeona de la Liga Profesional Femenina de Fútbol de Colombia en 2018

### Campeonatos regionales
- Campeona National Junior College Athletic Association Región 1 con Iowa Central en 2015

### Distinciones individuales
- Mejor jugadora de la Liga Profesional de Colombia 2018 por Acolfutpro